# 大神一郎奮鬥記
《大神一郎奮鬥記》是日本世嘉 (SEGA)在其家用主機Dreamcast上推出的作品，被視為《櫻花大戰系列》中的一個外傳遊戲，亦被指為fan disc（較適合忠實粉絲遊玩的作品）。
內容以《櫻花大戰》花組的隊長大神一郎為視點，講述《櫻花大戰歌謠秀》中的舞台劇《紅蜥蜴》公演前後，花組後台及帝都大劇場內所發生的事。遊戲最大特點，是在適當時候穿插真人版《紅蜥蜴》的公演片段，增加玩家置身在劇場內的真實感。
遊戲除了《櫻花大戰系列》一貫的LIPS冒險（在限時內選擇對白）系統外，還設有數個迷你遊戲，較特別的是玩家終可一嘗大神一郎獨家任務——在劇場內當剪票員的滋味。
遊戲流程十分短，而收集元素亦與正傳系列不同，改為收集聲優照片、真人版《紅蜥蜴》劇照及海報照片等，而非收集遊戲角色圖片。